# Rießnerstraße

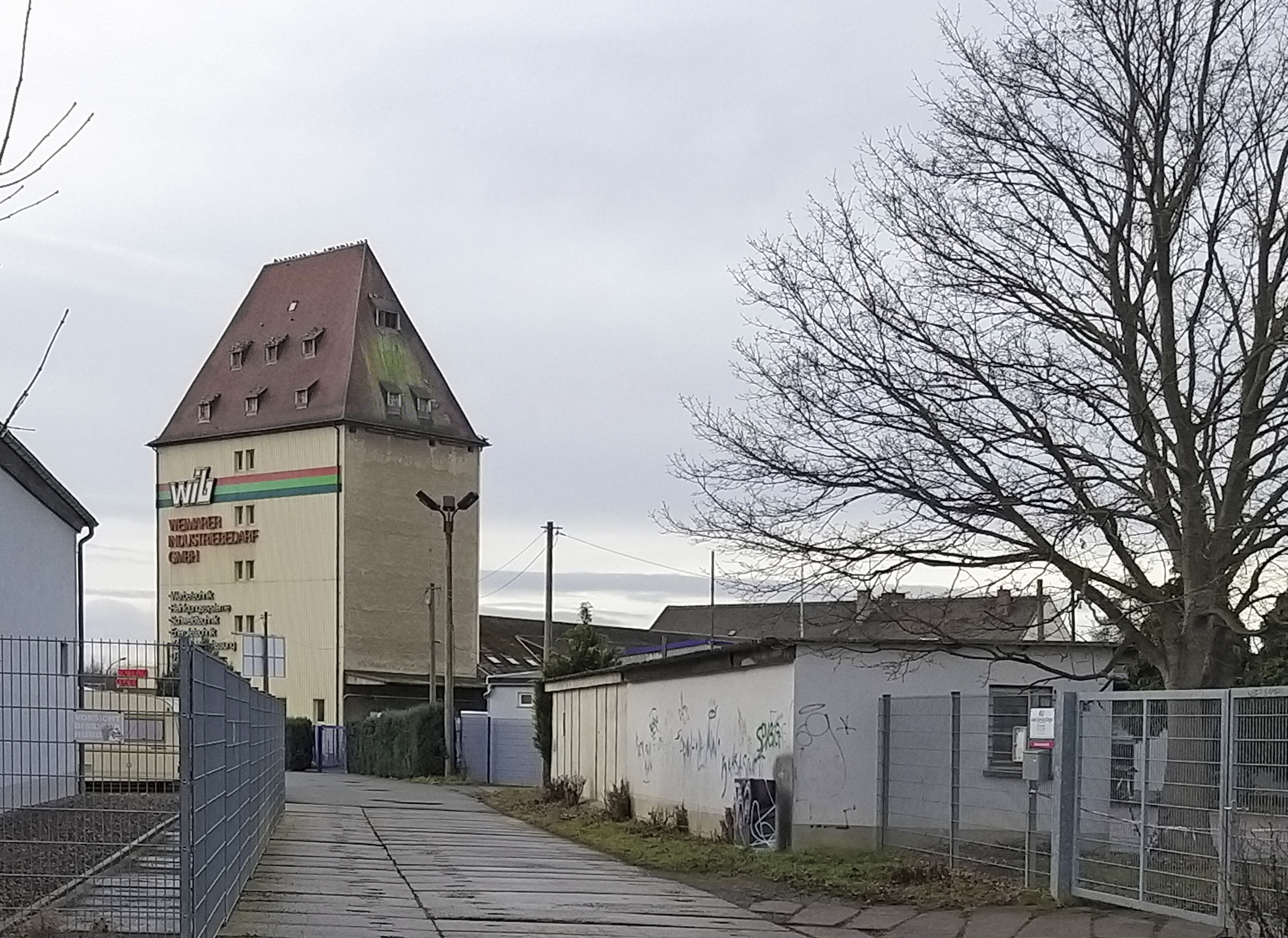
Der alte Speicher in der Rießnerstraße

Die Weimarer Rießnerstraße ist eine innerörtliche Hauptverkehrsstraße, welche die Hauptverkehrsachse im Industriegebiet Weimar-Nord nördlich des Bahnhofs Weimar bildet. Sie verläuft nördlich von diesem annähernd parallel zu den Gleisanlagen. Benannt wurde die Straße 1910 nach Amalie Henriette Rießner (geb. Hase; 1774–1849). Die Straße hieß zuvor Gaberndorfer Weg.
Die Verlängerung in westliche Richtung ab der Allstedter Straße ist die Marcel-Paul-Straße, die vormals auch zur Rießnerstraße gehörte, nach Osten die Kromsdorfer Straße. Die Rießnerstraße kreuzt die Ettersburger Straße und die Buttelstedter Straße (Bundesstraße 7, bis zur Fertigstellung der Nordwestumgehung Weimar Teil der Bundesstraße 85). Auch die Bahnstrecke Weimar–Buchenwald kreuzte die Rießnerstraße. Von der Rießnerstraße geht nach Norden die Industriestraße ab.
Wichtige Bauwerke entlang der Rießnerstraße sind bzw. waren:
- Viehauktionshalle und Hetzerhallen, beide gelegen am östlichen Ende der Rießnerstraße, dienten jahrzehntelang als Auktions-, Lager- und Veranstaltungshallen, bis sie 2015 bzw. 2021 zerstört und nachfolgend abgerissen wurden. Reste der Viehauktionshalle dienen heute als Gedenkort für die einst dort zur Deportation zusammengetriebenen Thüringer Juden.
- Im Bereich des Alten Speichers für Getreide befand sich das Uhrenwerk Weimar.
- An der Ecke Ettersburger Straße/Rießnerstraße steht die Todesmarschstele, die auf der Liste der Kulturdenkmale in Weimar (Einzeldenkmale) vermerkt ist.
- In der Rießnerstraße 23 befindet sich die al-Chulafā'-Moschee, die vom Verein Haus des Orients Weimar e. V. betrieben wird[2] und nach der al-Chulafā'-Moschee in Bagdad benannt ist.